# S.C. Farense
Sporting Clube Farense, hay đơn giản là Farense, là một câu lạc bộ bóng đá chuyên nghiệp Bồ Đào Nha có trụ sở tại Faro, tỉnh cùng tên và vùng Algarve. Được thành lập vào năm 1910, câu lạc bộ chơi mùa giải 2023–24 tại Primeira Liga sau khi thăng hạng từ Liga Portugal 2.

## Cầu thủ

### Đội hình hiện tại
Tính đến ngày 21/1/2024
Ghi chú: Quốc kỳ chỉ đội tuyển quốc gia được xác định rõ trong điều lệ tư cách FIFA. Các cầu thủ có thể giữ hơn một quốc tịch ngoài FIFA.
| Số | VT | Quốc gia    | Cầu thủ                       |
| -- | -- | ----------- | ----------------------------- |
| 1  | TM | Brasil      | Luiz Felipe                   |
| 2  | HV | Tây Ban Nha | Fran Delgado                  |
| 3  | HV | Brasil      | Igor Rossi                    |
| 4  | HV | Bồ Đào Nha  | Artur Jorge                   |
| 5  | TV | Argentina   | Facundo Cáseres               |
| 6  | HV | Malta       | Zach Muscat                   |
| 7  | TĐ | Bồ Đào Nha  | Elves Baldé                   |
| 8  | TV | Bồ Đào Nha  | Rafael Barbosa                |
| 9  | TĐ | Brasil      | Bruno Duarte                  |
| 10 | TV | Colombia    | Jhon Velásquez                |
| 12 | HV | Brasil      | Talys                         |
| 14 | TV | Brasil      | Fabrício Isidoro (đội trưởng) |
| 19 | TĐ | Bồ Đào Nha  | Rui Costa                     |
| 20 | TĐ | Bồ Đào Nha  | Cristian Ponde                |

| Số | VT | Quốc gia   | Cầu thủ                      |
| -- | -- | ---------- | ---------------------------- |
| 22 | TM | Bồ Đào Nha | Miguel Carvalho              |
| 27 | TV | Brasil     | Mattheus Oliveira            |
| 28 | HV | Brasil     | Pastor (mượn từ Ferroviária) |
| 29 | TV | Brasil     | Claudio Falcão               |
| 31 | HV | Bồ Đào Nha | Talocha                      |
| 33 | TM | Bồ Đào Nha | Ricardo Velho                |
| 37 | HV | Bồ Đào Nha | Gonçalo Silva                |
| 47 | TM | Brasil     | Kauan                        |
| 50 | TV | Bồ Đào Nha | André Seruca                 |
| 62 | TĐ | Algérie    | Mohamed Belloumi             |
| 77 | TĐ | Bồ Đào Nha | Marco Matias                 |
| 80 | TV | Bồ Đào Nha | Vítor Gonçalves              |
| 91 | TĐ | Cabo Verde | Zé Luís                      |